# Пассирак
Пассира́к (фр. Passirac) — коммуна во Франции, находится в регионе Пуату — Шаранта. Департамент — Шаранта. Входит в состав кантона Броссак. Округ коммуны — Коньяк.
Код INSEE коммуны — 16256.
Коммуна расположена приблизительно в 430 км к юго-западу от Парижа, в 140 км южнее Пуатье, в 35 км к югу от Ангулема.

## Население
Население коммуны на 2008 год составляло 257 человек.
| 1962 | 1968 | 1975 | 1982 | 1990 | 1999 | 2008 |
| ---- | ---- | ---- | ---- | ---- | ---- | ---- |
| 379  | 341  | 287  | 242  | 217  | 227  | 257  |

## Экономика
В 2007 году среди 168 человек в трудоспособном возрасте (15—64 лет) 109 были экономически активными, 59 — неактивными (показатель активности — 64,9 %, в 1999 году было 70,8 %). Из 109 активных работали 90 человек (51 мужчина и 39 женщин), безработных было 19 (6 мужчин и 13 женщин). Среди 59 неактивных 19 человек были учениками или студентами, 20 — пенсионерами, 20 были неактивными по другим причинам.

## Достопримечательности
- Церковь Сен-Пьер (XI—XII века). Памятник истории с 1991 года[3]
- Замок Шатлар (XVII век). Замок был полностью перестроен в 1875—1879 годах

## Фотогалерея

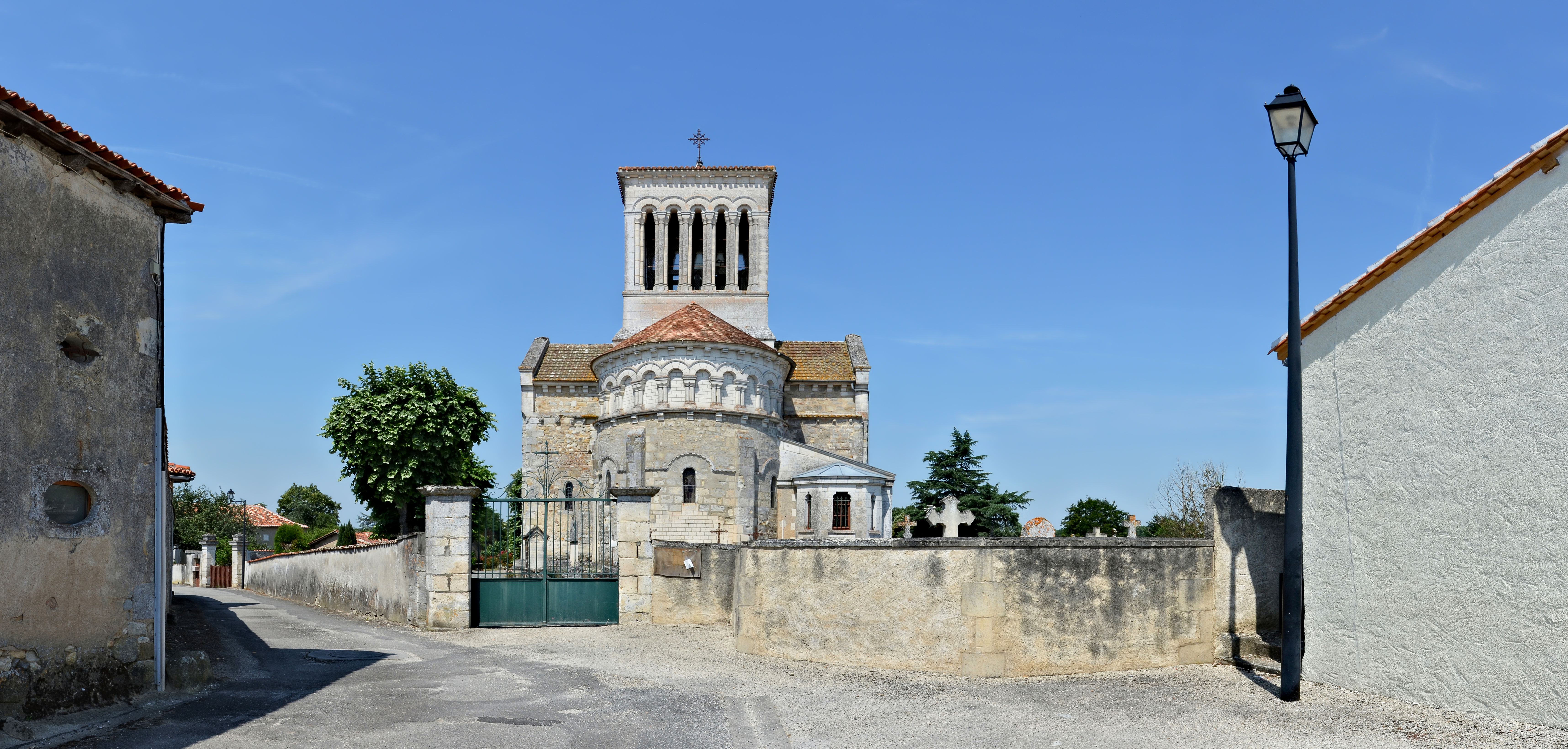
Церковь Сен-Пьер
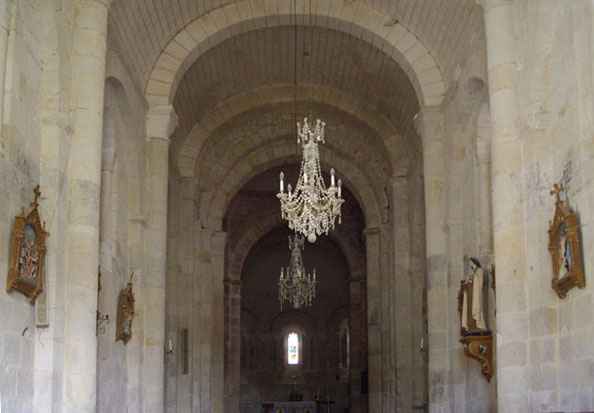
Интерьер церкви Сен-Пьер
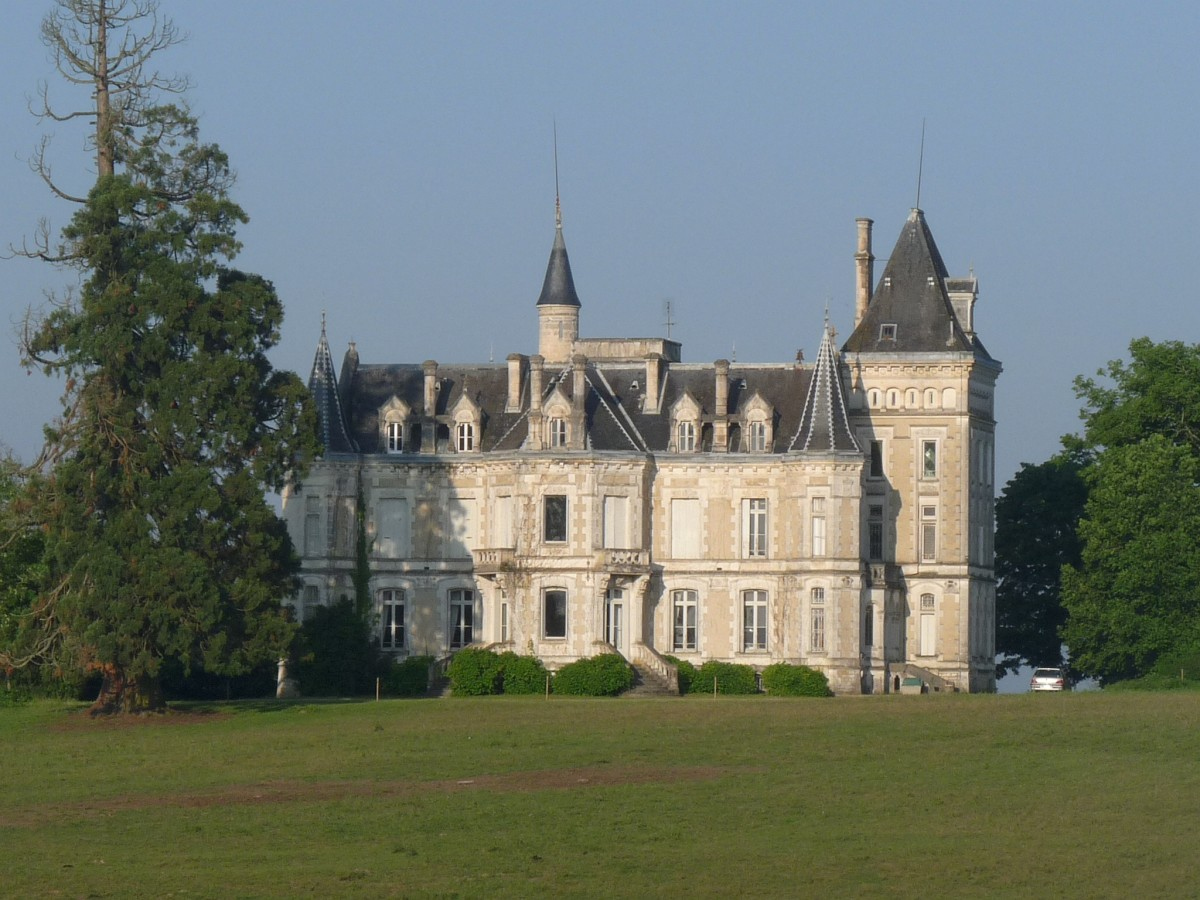
Замок Шатлар
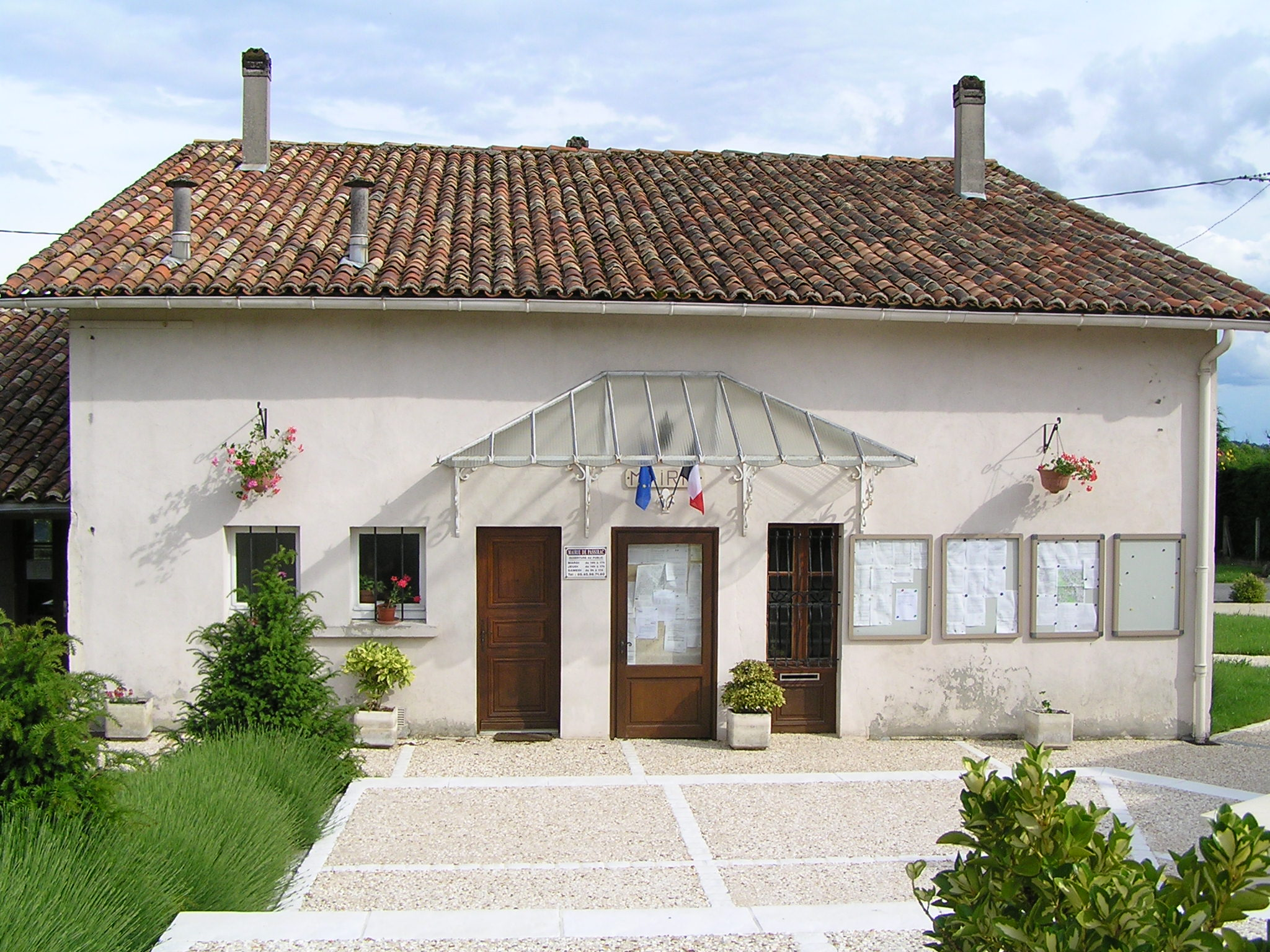
Мэрия